# Catophractes alexandri
Espèce
Classification phylogénétique
Catophractes alexandri est une espèce de plantes à fleurs de la famille des Bignoniaceae vivant en Afrique. C'est l'espèce la plus réputée du genre Catophractes.

## Histoire de l'espèce
La plante fut découverte par le botaniste écossais David Don qui dédia le nom de l'espèce à son compatriote Sir James Edward Alexander.

## Distribution
Afrique tropicale et du sud.

## La plante et l'homme

### Philatélie
Cette espèce est représentée sur un timbre poste du Sud-Ouest africain de 1953 (one penny) émis, avec quatre autres valeurs, pour le couronnement de la reine Élisabeth II.